# Максименя Йосип Маркович
Йосип Маркович Максименя (біл. Іосіф Маркавіч Максіменя; 16 серпня 1912 — 15 серпня 1964) — Герой Радянського Союзу (1940).

## Біографія
Народився 16 серпня 1912 року у селі Старина (нині у Копильському районі Мінської області Білорусі) у селянській родині. Білорус. Закінчив 4 класи, працював у своєму селі.
У РСЧА з 1939 року. Брав участь у Радянсько-фінській війні.
Стрілець 39-го стрілецького полку (4-та стрілецька дивізія, 13-а армія, Північно-Західний фронт) рядовий Максименя в бою за висоту «Яйцо» в районі населеного пункту Ейряпя (40 км схід м. Виборг), закидав гранатами фінський ДОТ, встановив на висоті «Яйцо» червоний прапор полку і півтори години утримував позицію до підходу підкріплення. 7 березня 1940 року в числі перших переправився через річку Вуоксі на північі від Ейряпі і вогнем сприяв переправі батальйону. 
Під час німецько-радянської війни брав участь у партизанському русі в Білорусі.
Після війни працював головою колгоспу на батьківщині.
помер 15 серпня 1964 року.

## Звання та нагороди
7 квітня 1940 року Й. М. Максимені присвоєно звання Героя Радянського Союзу.
Також нагороджений:
- орденом Леніна
- орденом Червоної Зірки
- медалями